# نانوشبکه
نانوشبکه یا شبکه نانومقیاس مجموعه ای از نانوماشین‌های متصل به هم «با فاصله کمتر از ۱۰۰نانومتر» که می‌توانند فقط وظایف ساده‌ای مانند: رایانش، ذخیره داده، حس و بکاراندازی انجام دهند.